# José Inzenga
José Inzenga y Castellanos, psán také Ynzenga (3. června 1828 Madrid – 28. června 1891) byl španělský skladatel zarzuel a folklorista.

## Život
Inzenga byl synem italského zpěváka Angela Inzengy a Felicie Castellanos. První hudební lekce dostal od svého otce. Později studoval hru na klavír a kompozici na Královské konzervatoři v Madridu u Pedro Albénize. Svým talentem zaujal vévodu Osunu, Mariano Tellez Girón, který mu poskytl stipendium, aby mohl pokračovat ve studiu v Paříži. V roce 1846 získal na konzervatoři ceny za hru na klavír a za harmonii.
Revoluce v roce 1848 ho donutila k návratu do Madridu. Připojil se ke skupině skladatelů, kteří hodlali oživit typicky španělskou formu operety – zarzuelu. Mezi jinými byli členy této skupiny skladatelé Francisco Asenjo Barbieri, Cristóbal Oudrid, Rafael Hernando a Joaquín Gaztambide. V létě roku 1851 založili Společnost pro pěstování zarzuely (Sociedad artistica para el cultivo de la Zarzuela). V letech 1850–1851 komponovali díla sestavená z árií jednotlivých spolupracovníků.
Kromě toho stál u zrodu časopisu Gazeta Musical a společnosti Sociedad Artístico Musical de Socorros Mutuos určené k šíření symfonické a komorní hudby ve Španělsku. Spolupracoval při založení divadel Teatro del Circo a Teatro de la Zarzuela.
Kromě toho působil jako učitel zpěvu na madridské konzervatoři a zabýval se španělským folklorem. Vydal sbírku španělských lidových písní s názvem Ecos de España (Ozvěny Španělska). Ve čtyřech knihách shromáždil lidové písně Galicie, Valencie, Murcie a Asturie. Z této sbírky později čerpal Nikolaj Andrejevič Rimskij-Korsakov při kompozici Španělského capriccia.
Napsal rovněž učebnici klavírního doprovodu Arte de acompañar al piano, studii a katolické chrámové hudbě a autobiografickou knihu o svých cestách do Itálie Impresiones de un artista en Italia

## Dílo (výběr)
Zarzuely
- El campamento (1851)
- El castillo encantado (1851, spolupráce Cristóbal Oudrid)
- El secreto de la Reina (1852, spolupráce Joaquín Gaztambide a Rafael Hernando)
- El amor por los balcones (1852)
- Don Simplicio Bobadilla (1852, spolupráce Joaquín Gaztambide, Francisco Asenjo Barbieri a Rafael Hernando)
- La flor del Zurguén (1852))
- El alma de Cecilia (1854)
- La roca negra (1857, spolupráce Mariano Vázquez)
- ¡Si yo fuera rey! (1862)
- Un trono y un desengaño (1862, spolupráce Emilio Arrieta a Antonio Reparaz)
- Galán de noche (1863)
- Batalla de amor (1864)
- Cubiertos a cuatro reales (1866)
- A casarse tocan (1877)